# БТР-70Т
БТР-70Т — вариант модернизации советского бронетранспортёра БТР-70, разработанный киевской компанией «Техимпекс».

## История
О модернизации БТР-70 до уровня БТР-70Т было упомянуто в изданном в октябре 2012 года рекламном буклете компании «Техимпекс». Работы по ремонту и модернизации бронетехники производятся на ремонтной базе компании в селе Засупоевка Киевской области.
10 августа 2017 года конструкция БТР-70Т была запатентована.

## Описание
Модернизация БТР-70 к типу БТР-70Т состоит в замене двух карбюраторных двигателей ЗМЗ-4905 семейства ЗМЗ-53 советского производства на два новых 4-цилиндровых дизельных двигателя ММЗ Д245.30Е2 суммарной мощностью 312 л. с. (что позволяло уменьшить пожароопасность и несколько снизить расход топлива). Кроме того, бронетранспортёр получал десантные люки от БТР-80, передние и задние габаритные фонари от БТР-80, модернизированную путём установки тормозного крана и энергоаккумулятора систему управления стояночным тормозом, а также новую радиостанцию (на место штатной Р-123 устанавливается радиостанция Р-173, Р-173М или «Motorola DM-4601»).
Кроме того, компания сообщает о возможности установки на бронетранспортёр боевых модулей, возможности крепления изнутри корпуса дополнительной противоосколочной защиты из баллистической ткани типа «кевлар», возможности замены шин на новые бескамерные шины и возможности оснащения машины кондиционером.

## Страны-эксплуатанты
- Украина — в начале октября 2015 года представители компании сообщили, что пять бронетранспортёров для Национальной гвардии Украины были модернизированы до уровня БТР-70ТА. Начальник участка по ремонту БТРов ремонтно-производственной базы ООО НПК «Техимпекс» С. Минченко сообщил в интервью, что один БТР-70Т был возвращён на завод из зоны АТО для ремонта[3].